# Johannes Albinus
Johannes Albinus, auch Witte (* um 1540 in Parchim; † 17. März 1602 in Rostock) war ein deutscher Rechtswissenschaftler.

## Leben
Johannes Albinus, der aus Parchim stammte, wurde am 23. Januar 1558 an der Universität Rostock immatrikuliert. Im Mai 1559 erfolgte Albinus’ Immatrikulation in Wittenberg. Am 27. September 1569 promovierte die Universität ihn zum Doktor beider Rechte. Er war herzoglicher Rat und wirkte seit 1573 als Hofgerichtsassessor. Im Mai 1578 erhielt er in Rostock die Professur für Pandekten. Außerdem war er 1583 Rektor der Universität, seine Wahl hatte am 13. April stattgefunden. Die Professur hielt er bis zu seinem Tode am 17. März 1602 inne.